# Социосемиотика
Социосемиотика — это раздел семиотики, исследующий поведение людей при определённых социальных и культурных обстоятельствах, который определяет смыслообразование через социальный аспект. Фердинанд де Соссюр рассматривает семиотику как «науку, изучающую жизнь знаков внутри общества». Социальная семиотика продолжает идею Соссюра, исследуя явление, в котором «коды» языка и сама речь формируются социальными процессами. Решающее значение при этом имеет тот факт, согласно которому значение и знаковые системы находятся в отношениях взаимного влияния. Так, изменения в социальной сфере тем или иным образом оказывают влияние на язык, понимаемый как знаковая система.
Социальная семиотика — это наука, изучающая социальные аспекты значения, влияние социальных факторов на языковые знаки и процесс их интерпретации (семиозис) как отдельными индивидуумами, так и обществом в целом. Социальная семиотика уделяет особое внимание процессу социально-обусловленного смыслообразования визуального, вербального или звукового характера (Тибо, 1991). Данные различные системы смыслообразования, или «каналы» (например, речь, письмо, изображения) известны как семиотические системы. Семиотические системы включают в себя визуальные, вербальные, письменные, невербальные и музыкальные способы коммуникации, а также различные «мультимодальные» ансамбли какой-либо из этих систем (Кресс и ван Лиувен, 2001).
Социальная семиотика изучает процесс создания и интерпретации значений. Это наука, изучающая текст, процесс формирования семиотической системы посредством интересов и идеологий, а также процесс их адаптации к изменениям в обществе (Ходж и Кресс, 1988). Структурная семиотика Фердинанда де Соссюра сосредоточена главным образом на теоретическом изучении семиотических систем или структур (язык, который согласно Соссюру изменяется в диахроническом аспекте, то есть в течение длительных периодов времени). Социальная семиотика, напротив, рассматривает речь как фактор изменчивости семиотических систем. Это позволяет показать, как индивидуальный аспект, исторические обстоятельства и новая социальная идентичность влияют на то, как люди пользуются языком и какие языковые изменения происходят (Ходж и Кресс, 1988). В отличие от других наук, рассматривающих исключительно неизменные языковые «коды», социальная семиотика определяет знаки как ресурсы, которые люди используют и адаптируют (или «создают») в процессе смыслообразования. В этом отношении социальная семиотика разделяет идеи прагматики и социолингвистики, а также неразрывно связана с культурологией и критическим дискурс-анализом.
Основная задача социальной семиотики состоит в разработке аналитических и теоретических основ, которые помогут объяснить процесс смыслообразования в социальном контексте (Тибо, 1991).

## Майкл Холлидей и социальная семиотика
Лингвист-теоретик Майкл Холлидей первым предложил термин «социальная семиотика», применив его в названии своей книги: «Язык как социально-семиотическая система». Работа Холлидея противоречила традиционному принципу разделения языка и общества, что положило начало «семиотическому» подходу, который расширяет узкую ориентацию на письменный язык в лингвистике (1978). Холлидей рассматривает язык как систему «потенциального значения», (Холлидей, 1978: 39), или как совокупность инструментов, влияющих на процесс речевой деятельности в определённом социальном контексте. Так, по мнению Холлидея, грамматика английского языка представляет собой систему, имеющую три функции: («семиотические области» или «метафункции»):
- Содействие определённым видам социальных и межличностных взаимодействий (межличностная функция),
- Представление идеи об окружающем мире (мыслительная функция), и
- Соединение этих идей и взаимодействий в тексты, актуальные в определённом контексте (текстовая функция) (1978:112).

Любое предложение в английском языке можно представить как музыкальное произведение, где каждый компонент его значения происходит от трех семиотических областей или метафункций. Боб Ходж в Онлайн Энциклопедии Социосемиотики
Semiotics Encyclopedia Online предполагает следующим образом представить основные идеи социальной семиотики Холлидея:
1. ‘Язык — явление социальное’ (1978:1)
2. ‘Понять природу языка невозможно, опираясь лишь на положения современной лингвистики’ (1978:3)
3. ‘Главная функция языка — служить людям’ (1978:4).
4. Разделяют три функции, или 'метафункции' языка: мыслительная ('о чём-либо'), межличностная ('в процессе чего-либо') и текстовая ('способность говорящего к формированию текста') (1978:112).
5. Язык представляет собой 'разобщённую цепь вариантов' (1978:113)

## Социальная семиотика и критическая лингвистика
Социальная семиотика Роберта Ходжа и Гюнтера Кресса (1988) направлена на изучение использования знаковых систем в социальном аспекте. Они объясняют, что влияние текстов зависит от их интерпретации: «Функция какого-либо сообщения адресанта подразумевает определённое действие со стороны получателей» (1988: 4) Этот процесс интерпретации знаков (семиозис) помещает отдельные тексты в рамки дискурсов, где происходит обмен интерпретантами. Изучение процесса интерпретации знака может способствовать пересмотру значения гегемонистских дискурсов. В качестве примера Ходж и Кресс привели действия сторонников феминистского движения, которые повреждали сексистские рекламные щиты и с помощью пульверизатора писали новое сообщение феминистского характера.
«Текст — это только неизменный след дискурса, надежный или вводящий в заблуждение. Тем не менее, дискурс исчезает слишком быстро, окружая поток текстов» (1988:8)
Идеи Ходжа и Кресса основаны на традиционной лингвистике (Ноам Хомский, Майкл Холлидей, Бенджамин Ли Уорф и социолингвистика), но основным стимулом их работ является критический взгляд на идеологию и общество, предложенный Марксом.
Ходж и Кресс определяют семиозис как динамический процесс, где смысл не определяется жесткими структурами или предопределёнными культурными кодами. Они утверждают, что структуралистская семиотика Фердинанда де Соссюра не рассматривала вопросов о творчестве, движении и изменении в языке, что, возможно, объясняется лингвистической традицией рассматривать язык в диахроническом аспекте, распространённой в то время (ориентация на историческое развитие от индоевропейских языков). Это привело к возникновению «проблемного» наследия, где языковые изменения были выброшены в «мусорное ведро Соссюра» (1988: 16-17).
Напротив, Ходж и Кресс предлагают основываться на работе Чарльза Сандерса Пирса для учёта изменений в семиозисе. По мнению Пирса, значение представляет собой процесс. Они обращаются к триадической модели Пирса, которая изображает «действие» знака в качестве безграничного процесса бесконечного семиозиса, где одна «интерпретанта» (или идея, связанная со знаком) порождает другие. Поток этих бесконечных процессов интерпретации в модели Пирса ограничен, как они утверждают, материальным миром («объектом»), и культурными правилами мышления, или «привычкой». (1988: 20)
Социальная семиотика пересматривает принцип «произвольности языкового знака», предложенный Соссюром. Согласно данному принципу, связь означающего и означаемого не мотивирована — другими словами, сами звуки или словесные проявление означающих (как, например, слова «собака» или " dog ") никаким образом не указывают на то, что они означают. Ходж и Кресс отмечают, что когда семиотика выходит за рамки вербального языка, этот вопросы к предмету референции становятся сложнее. С одной стороны, необходимо учитывать широкий ряд отношений между означающим и означаемым. В данном контексте они опираются на дифференциации знаковых значений Пирса (например, цветная фотография дыма, где означающее воссоздает восприятие означаемого), указательное значение (например, столб дыма, где существует причинно-следственная связь между физическим означающим и огнём, который оно может означать), и символическое значение (например, слово «дым», где поддерживается произвольная связь между означающим и означаемым).
Социальная семиотика также рассматривает вопрос о том, как общество и культура сохраняет или меняет эти связи между означающим и означаемым. По мнению Ходжа и Кресса, Соссюр не дал ответа на этот вопрос. Принято полагать, что значения и интерпретации диктуются сверху, по «прихоти загадочно мощного коллективного бытия — Общества». Согласно Ходжу и Крессу, социальная семиотика должна ответить на этот вопрос и объяснить, какую роль социальный фактор играет в формировании значения (1988: 22).

## Социальная семиотика и мультимодальность
В настоящее время социальная семиотика выходит за рамки традиционных лингвистических проблем, увеличивая значимость звуковых и визуальных образов. Социальная семиотика изучает процесс взаимодействия знаковых систем, как в традиционных, так и в цифровых СМИ (Семиотика социальных сетей) (например, Кресс и ван Лиувен, 1996), а также затрагивает семиотику культуры (Рэндвиир, 2004). Основываясь на трудах Холлидея, теоретики, такие как Гюнтер Кресс и Тео ван Лиувен, построили новые «грамматики» для других семиотических систем. Как и язык, эти грамматики рассматриваются как социально сформированные и поддающиеся изменениям элементы имеющихся «ресурсов», которые также сформированы метафункциями, первоначально предложенными Холлидеем. Особое внимание уделяется визуальным и звуковым системам. Учёт мультимодальности (коммуникации в рамках целого ряда знаковых систем — словесные, визуальные, слуховые) считается особенно важным, принимая во внимание большое значение средств коммуникации.